# 사카이 다다요시 (1714년)
사카이 다다요시(일본어: 酒井忠休, 1714년 9월 24일 ~ 1787년 6월 3일)는 일본 에도 시대의 다이묘로, 데와노쿠니 마쓰야마 번의 3대 번주이다. 어릴적 이름은 헤이지로(平次郎)이며, 관위는 종5위하, 야마시로노카미, 이와미노카미이다.
쇼토쿠 4년(1714년) 8월 16일, 쇼나이번사로 사카이 이에쓰구의 후손인 사카이 나오타카(酒井直隆)의 아들로 태어났다. 교호 17년(1732년) 7월에 마쓰야마 번의 2대 번주인 사카이 다다야스의 친아들인 사카이 다다히데가 폐적되었기 때문에, 그해 8월 29일에 다다야스의 양자가 되었으며, 같은해 11월 25일 다다야스가 은거하면서 번주직을 계승하였다. 번 통치 개혁의 일환으로 가리아게 제(借上制)를 시행하였으나, 양자로서 번주가 된 다다요시에 대한 가신단의 반발로 인해 실패하고, 막부로부터 3천 냥을 빌려서 곤궁함을 면하였다. 호레키 10년(1760년) 8월, 와카도시요리에 임명되었고, 안에이 8년(1779년) 12월 15일에 고즈케국 내 영지 5천 석을 추가로 받아, 번 영지는 2만 5천 석이 되었다.
덴메이 7년(1787년) 4월 18일, 74세로 사망하였다. 일찍이 사카이 다다히데의 아들인 사카이 다다사토, 사카이 다다오키를 양자로 삼았으나, 둘 다 요절하였고, 둘째 아들 다다타카가 다다요시의 뒤를 이었다.
| 전임 사카이 다다야스 | 제3대 마쓰야마 번 번주 1732년 ~ 1787년 | 후임 사카이 다다타카 |